# 亞種
亚种，缩写 subsp. 或 ssp.，生物学术语，是种以下的一个分类阶元。其定义並不明确，一般认为是同一物种内相似种群的集群，是同一物种生活在不同地理区域的种群，受所在环境的选择压力，在基因和形态上发生变化而形成的。亚种之间一定有隔离，通常是地理隔离，但还未发展到产生生殖隔离的程度。
亚种的划分确立并无统一标准，受学者主观意志影响颇大。只要种群隔离到一定时间，必然产生差异，但要隔离多少年，差异多大，才能划为一个亚种，不同学者的观点可能有很大不同。

## 指名亚种
亚种名与种加词相同的亚种被称为指名亚种，亦稱原名亞種，如Motacilla alba alba（常缩写为Motacilla a. alba）就是白鹡鸰（Motacilla alba）的指名亚种。其他的例子如：斑猫（Felis silvestris）的指名亚种是欧洲野猫（Felis silvestris silvestris），狼（Canis lupus）的指名亚种是歐亞狼（Canis lupus lupus）。